# Pilar de 6 aixecat per sota
El pilar de 6 aixecat per sota és un castell de 6 pisos d'alçada i un casteller per pis que es realitza amb la tècnica d'aixecar-lo (i sovint també baixar-lo) per sota. En l'entorn casteller es tracta d'una construcció que, al contrari del pilar de 6, és gairebé insòlita.

## Història
Aquesta modalitat del pilar de 6 només l'han dut a terme satisfactòriament la colla falconera dels Falcons de Vilafranca del Penedès però, com que es troben dins d'una tècnica diferent a la castellera, l'exclusivitat d'aquest castell fins a l'actualitat pertany a la Colla Vella dels Xiquets de Valls que l'ha carregat en cinc ocasions. La primera va ser el 24 de juny del 1982 a casa seva per la diada de Sant Joan. Aquell mateix any van carregar-lo el 15 d'agost i el 30 d'agost a la Bisbal del Penedès i a la diada de Sant Fèlix a Vilafranca del Penedès. L'any 1984 el van carregar a Vila-rodona i l'any següent a la diada de la sortida de Completes de la nit de Sant Joan (és a dir el 23 de juny del 1985) es veié carregat en la que és l'última vegada fins ara per part d'una colla castellera.
Abans de carregar-lo per primera vegada, la colla vallenca n'havia fet com a mínim quatre intents sense èxit, els anys 1963, 1981 i el mateix 1982. Tres colles més han fet intents no reeixits d'aquest castell. Els ja desapareguts Castellers de Vilanova - Colla de Mar el varen intentar l'any 1981. Més recentment, l'any 2002 per part dels Nyerros de la Plana. Els últims intents d'aquest castell fins a 2012 varen ser el 17 de novembre del 2007, quan els Castellers de Mallorca van fer-ne dos intents, sense èxit, en la Vigília de la XXVIII diada dels Minyons de Terrassa.

## Tècnica
Aquest pilar s'aixeca a pols des de la base del castell pels membres de la pinya tal com s'indica en el nom d'aquesta variant, el problema el trobem en l'execució de baixada.
Actualment el pilar de 6 aixecat per sota es troba en un procés de debat quant a la seva realització final, per un costat és defensa de fer aquest aixecat i baixat per sota, per l'altre, aixecat per sota i baixat com un pilar normal. Podem plasmar alguns exemples de la construcció del pilar.
Els Falcons de Vilafranca del Penedès efectuen el castell fent l'aixecada i la baixada des de la pinya, no hem d'oblidar però, que no segueixen un patró casteller i sovint el deixen net (és a dir sense pinya). També tenim el referent del pilar de 5 aixecat per sota que s'executa d'ambdues formes i essent vàlides aquestes, probablement per la senzillesa i la concurrència de l'estructura. En darrer lloc, el Concurs de Castells de Tarragona estableix que s'ha d'aixecar per sota i baixar-lo com un pilar normal.
No obstant això i obviant aquesta polèmica, es pot afirmar que aquest castell és d'alta dificultat degut a la seva fragilitat en el transcurs de l'aixecada i entenent que l'estructura del tronc ha de ser més lleugera que el seu homònim estàndard. Enguany aquest castell no té un valor numèric atès que no és comprès dins de la taula de puntuacions dels castells.

## Colles

### Falconeres
Actualment hi ha 1 colla falconera que ha descarregat el pilar de 6 aixecat per sota: Els Falcons de Vilafranca del Penedès.

### Castelleres
Actualment hi ha 1 colla castellera que han aconseguit carregar el pilar de 6 aixecat per sota.
| Núm. | Colla                             | Carregat           | Diada              | Plaça | Descarregat    | Diada          | Plaça          |
| ---- | --------------------------------- | ------------------ | ------------------ | ----- | -------------- | -------------- | -------------- |
| 1    | Colla Vella dels Xiquets de Valls | 24 de juny de 1982 | Diada de Sant Joan | Valls | No descarregat | No descarregat | No descarregat |

### No assolit
Actualment hi ha 3 colles castelleres que l'han intentat però no assolit, és a dir, que l'han assajat i portat a plaça però que no l'han carregat mai. La taula següent mostra la data, diada i plaça en què l'intentà per primera vegada:
| Núm. | Colla                                 | Intent                 | Diada                                            | Plaça                   |
| ---- | ------------------------------------- | ---------------------- | ------------------------------------------------ | ----------------------- |
| 1    | Castellers de Vilanova - Colla de Mar | 13 de desembre de 1981 | Centenari del Ferrocarril                        | Vilanova i la Geltrú    |
| 2    | Nyerros de la Plana                   | 22 de juliol de 2001   | Festa Major de Sant Julià                        | Sant Julià de Vilatorta |
| 3    | Castellers de Mallorca                | 17 de novembre de 2007 | Vigília de la 29a Diada dels Minyons de Terrassa | Plaça Vella, Terrassa   |

## Estadística
| Resultat              |
| --------------------- |
| Descarregat (D)       |
| Carregat (C)          |
| Intent (I)            |
| Intent desmuntat (ID) |

Actualitzat a 31 de desembre de 2023
A continuació hi ha les dades estadístiques de totes les temptatives a plaça del pilar de 6 aixecat per sota realitzades per colles castelleres en l'època moderna.

### Nombre de vegades
| Colla                                 | Resultats globals | Resultats globals | Resultats globals | Resultats globals | Total | Resultats parcials | Resultats parcials | Resultats parcials |
| Colla                                 | D                 | C                 | I                 | ID                | Total | Assolit (D+C)      | No assolit (I+ID)  | Caigudes (C+I)     |
| ------------------------------------- | ----------------- | ----------------- | ----------------- | ----------------- | ----- | ------------------ | ------------------ | ------------------ |
| Colla Vella dels Xiquets de Valls     | 0                 | 10                | 4                 | 0                 | 14    | 10                 | 4                  | 14                 |
| Castellers de Mallorca                | 0                 | 0                 | 2                 | 0                 | 2     | 0                  | 2                  | 2                  |
| Castellers de Vilanova - Colla de Mar | 0                 | 0                 | 1                 | 0                 | 1     | 0                  | 1                  | 1                  |
| Nyerros de la Plana                   | 0                 | 0                 | 1                 | 0                 | 1     | 0                  | 1                  | 1                  |
| Total                                 | 0                 | 10                | 8                 | 0                 | 18    | 10                 | 8                  | 18                 |
| Percentatge                           | 0%                | 56%               | 44%               | 0%                | 100%  | 56%                | 44%                | 100%               |

### Poblacions
| Població                | D | C  | I | ID | Total |
| ----------------------- | - | -- | - | -- | ----- |
| Valls                   | 0 | 4  | 2 | 0  | 6     |
| la Bisbal del Penedès   | 0 | 2  | 0 | 0  | 2     |
| Vilafranca del Penedès  | 0 | 2  | 0 | 0  | 2     |
| Vila-rodona             | 0 | 2  | 0 | 0  | 2     |
| el Morell               | 0 | 0  | 2 | 0  | 2     |
| Terrassa                | 0 | 0  | 2 | 0  | 2     |
| Vilanova i la Geltrú    | 0 | 0  | 1 | 0  | 1     |
| Sant Julià de Vilatorta | 0 | 0  | 1 | 0  | 1     |
| Total                   | 0 | 10 | 8 | 0  | 18    |